# 8203 Jogolehmann
8203 Jogolehmann eller 1994 CP10 är en asteroid i huvudbältet som upptäcktes den 7 februari 1994 av den belgiske astronomen Eric W. Elst vid La Silla-observatoriet. Den är uppkallad efter den tyske geologen Johann Gottlob Lehmann.
Asteroiden har en diameter på ungefär 14 kilometer och den tillhör asteroidgruppen Hygiea.